# جان والتر
جان والتر (بالفرنسية: Jean Walter)‏ هو مهندس معماري فرنسي، ولد في 1883 في مونتبليار في فرنسا، وتوفي في 1957 في Dordives ‏ في فرنسا.